# اوپن‌داکیومنت
‍‍قالب سند باز برای برنامه‌های اداری (که با نام سند باز یا ODF شناخته می‌شود)، یک قالب پرونده مبتنی بر XML (اکس‌ام‌ال) برای اسناد صفحه گسترده، نمودار، و واژه‌پرداز می‌باشد.
این استاندارد توسط یک کمیته فنی در کنسرسیوم (OASIS) سازمانی برای پیشرفت استانداردهای اطلاعات ساخت یافته ایجاد و گسترش داده شد.
ویژگی‌های این استاندارد در اصل توسط سان مایکروسیستمز - و برای قالب پرونده ای مبتنی بر XML (اکس‌ام‌ال) که توسط بسته نرم‌افزاری اپن‌آفیس ایجاد و پیاده‌سازی شد - تدوین گردید.